# Ziegelhütte (Weidenberg)
Ziegelhütte ist ein Wohnplatz des Marktes Weidenberg im oberfränkischen Landkreis Bayreuth in Bayern.

## Geografie
Der Weiler besteht aus vier Einzelsiedlungen. Die nördlichste liegt in der Nähe des Weidenberger Friedhofs am Fuße des Galgenbergs (478 m ü. NHN). Ein Anliegerweg führt zu einer Gemeindeverbindungsstraße, die zur Staatsstraße 2463 (0,2 km östlich) bzw. nach Weidenberg verläuft (0,9 km nördlich). 0,6 km südlich befindet sich ein weiteres Anwesen am Stephansbach gelegen zwischen dem Lessauer Berg (546 m ü. NHN) im Westen und der Kulm (543 m ü. NHN) im Osten. Eine Gemeindeverbindungsstraße verläuft nördlich wie auch südlich zur St 2463. In Richtung Süden befinden sich zwei weitere Anwesen.

## Geschichte
Ziegelhütte gehörte zur Realgemeinde Weidenberg. Gegen Ende des 18. Jahrhunderts bestand Ziegelhütte aus einem Anwesen. Die Hochgerichtsbarkeit stand dem bayreuthischen Stadtvogteiamt Bayreuth zu. Die Grundherrschaft über das Anwesen hatte das Amt Weidenberg.
Von 1797 bis 1810 unterstand der Ort dem Justiz- und Kammeramt Neustadt am Kulm. Mit dem Gemeindeedikt wurde Ziegelhütte dem 1812 gebildeten Steuerdistrikt Weidenberg und der zugleich gebildeten Ruralgemeinde Weidenberg zugewiesen.

### Baudenkmäler
- Wegkreuz
- Steinkreuz
- Ehemalige Geleitsäule

### Einwohnerentwicklung
| Jahr      | 001818 | 001861 | 001871 | 001885 | 001900 | 001925 | 001950 | 001961 |
| Einwohner | *      | 11     | 12     | 47     | 31     | 35     | *      | *      |
| Häuser    | *      |        |        | 6      | 6      | 7      | *      | *      |
| Quelle    | [ 3 ]  | [ 5 ]  | [ 6 ]  | [ 7 ]  | [ 8 ]  | [ 9 ]  | [ 10 ] | [ 11 ] |

## Religion
Ziegelhütte ist evangelisch-lutherisch geprägt und nach St. Michael (Weidenberg) gepfarrt.